# 杰西潘尼
杰西潘尼（英語：J. C. Penney，有时写成JCPenney或JCP）是美国最大的连锁百货商店之一。总部位于美国德州普兰诺。在全美拥有卖场1106家，雇员116000人，为全球500强企业之一。主要销售男装、女装、童装、珠宝、鞋类、饰品和家居用品等。
2020年，2019冠状病毒病疫情蔓延至美国本土，杰西潘尼公司受到疫情的严重冲击，导致该公司被迫暂时关闭850间分店。据知情人士透露，该公司已考虑申请破产保护。